# Fernando Alvim
Fernando Alvim (Luanda, 1963) è un artista e curatore angolano.

## Vita e carriera
Fernando Alvim nasce in Angola da una famiglia di origine portoghese. Come racconta la sua biografia pubblicata nel catalogo della mostra Africa Remix, l'artista cresce nella città di Luanda durante gli anni della guerra civile. La sua formazione artistica è autodidatta.
Nel 1987 si trasferisce con la sua famiglia a Bruxelles dove crea la casa di produzione di arte contemporanea Sussuta Boé. I suoi viaggi in Angola sono frequenti: nel 1992 ha una mostra personale a Luanda; nel 1994-1996 lavora sul progetto the urgency of ethno psychiatry e nel 1996-1996 sul progetto memórias íntimas marcas. Tra maggio 1997 e l'inizio del 1998 vive a Johannesburg.
Nel 1999 apre a Bruxelles il centro d'arte contemporanea Camouflage, che l'artista concepisce come un centro culturale africano in Europea, sulla falsariga dei centri culturali francesi, dei British Council e dei Goethe Institut disseminati in Africa. Camouflage - The European Satellite Centre of Contemporary Art of Africa - è uno spazio espositivo, un centro di residenza per artisti, un centro di produzione di progetti editoriali e centro di documentazione e di ricerca sull'arte contemporanea africana e viene fondato da Fernando Alvim come parte integrante della sua pratica artistica. Lo spazio produce la rivista "Coartnews", gestisce la collezione Hans Bogatzke e collabora con consulenti quali Oladele Bamgboye, Kendelle Geers, Simon Njami e Adriano Mixinge.
Camouflage costituisce il satellite europeo di CCASA costituito nel 1997 a Johannesburg (e attivo fino al 2001); nel 2001 crea altri tre satelliti: a Nairobi, Dakar e TACCA a Luanda.
Nel 2001 comincia a vivere tra Bruxelles e Luanda per dirigere l'organizzazione satellite TACCA e per avviare con questa organizzazione Triennale di Luanda. Nel 2003 avvia il progetto itinerante Next Flag/Reexistencia Cultural Generalizada.
Nel 2006 dirige la prima edizione della Triennale di Luanda e nel 2010 la seconda. Nello stesso anno è curatore della 29ª Biennale di San Paolo sotto la direzione artistica di Moacir dos Anjos e Agnaldo Farias e con Rina Carvajal, Sarat Maharaj, Yuko Hasegawa e Chus Martínez.

## Attività
Fernando Alvim produce opere concettuali, progetti, film. Ha creato case di produzione, istituzioni, la rivista "Coartnews" e la Triennale di Luanda. Cura la collezione Hans Bogatzke e poi si occupa della sua acquisizione da parte di Sindika Dokolo, con la creazione di una nuova collezione e dell'omonima Fondazione Sindika Dokolo. Le sue attività sono estremamente eterogenee e lavora come artista, curatore, direttore, manager e produttore.

### Opere
Secondo la sua biografia pubblicata sul catalogo della mostra Africa Remix, l'opera di Fernando Alvim si concentra sul tema delle ferite di guerra e sulle loro conseguenze nella memoria culturale dei popoli. Le sue opere lottano contro l'oblio e la menzogna. Nel 1997 il progetto
- Fernando Alvim (esposizione 09/10-09/11/1991), a cura di B. Chauvineau, Magidson NYC Fine Art, 1991.
- Mémorias Intimas Marcas (Marques intimes de mémoire) con Carlos Garaicoa e Gavin Younge, 2006. Il progetto si concentra sulla guerra in Angola ed è un'esposizione itinerante multimediale[4].
- Mbutu Muande: Visionary nation I. A project on the subject of mutilation by Fernando Alvim for the city of Luanda, Angola 2002 to 2005, con Ola dele Kuku, Warande Cultural center, De Warande, Turnhout, 2001.
- We Are All Post-Exotics, 2004. L'opera è stata esposta in Africa Remix[5].

Tra le esposizioni collettive, Fernando Alvim partecipa nel 2004 alla Biennale di Sydney.

### Curatele
- Contaminas Sankemente: Intervention Multimedia (Bruxelles, 25/11/1994-25/01/1995), con Claude Lorent, Espace Sussuta Boé, 1994.
- Open house: Andy Alexander, Christine Biehler, Gast Bouschet, Paulína Fichta Čierna, Tina Gillen, con Andy Alexander (Künstler), Andy Alexander (Artiste), Casino Luxembourg, Forum d'Art Contemporain, 2002.
- Next Flag: The African Sniper Reader, con Heike Munder e Ulf Wuggenig, JRP/Ringier, 2005.
- The future has a silver lining: genealogies of glamour, con Tom Holert, Heike Munder, Ulf Wuggenig, JRP/Ringier, 2005.
- SD Observatory, con Consuelo Císcar Casabán e Njami Simon, Institut Valencià d'Art Modern IVAM, 2006.
- Triennale di Luanda, Luanda, 2006-2007
- Check List Luanda Pop, con Simon Njami, Sindika Dokolo Foundation, 2007.
- 29a Biennale di San Paolo sotto la direzione artistica di Moacir dos Anjos e Agnaldo Farias e con Rina Carvajal, Sarat Maharaj, Yuko Hasegawa e Chus Martínez, San Paolo, 2010
- Triennale di Luanda, Luanda 2010

### Films
- Blending Motions, 1997-1999. Per realizzare le riprese del film, Ferando Alvim riesce a ottenere il prestito di un aereo militare e interrompendo simbolicamente la guerra civile d'Angola per un giorno[7].